# Wappen der Stadt Zeulenroda
Das Wappen der Stadt Zeulenroda war ein Hoheitszeichen von Zeulenroda, das sich seit der Eingemeindung Triebes’ in Zeulenroda-Triebes umbenannt hat und seither ein eigenes Wappen führt. Zeulenroda liegt im Landkreis Greiz im thüringischen Vogtland.

## Blasonierung
Die Blasonierung kann der des Wappens der Stadt Zeulenroda-Triebes entnommen werden und lautet wie folgt:

„In schwarz einen aus einer silbernen Zinnenmauer wachsenden herausschauenden, rot gekrönten und bewehrten goldenen Löwen.“

## Geschichte
Das Wappen wurde in dieser Form gemeinsam mit dem Stadtrecht am 26. September 1438 verliehen. Mit der Eingemeindung Triebes' und der Namensänderung der Stadt änderte sich auch das Wappen. Das Wappen der Stadt Triebes wurde auf die silberne Zinnenmauer aufgelegt und die Löwenpranken veränderten ihre Stellung. Zudem wurden zwei zusätzliche Zinnen eingefügt.
Der Löwe im Wappen weist auf die Vögte von Weida, Gera und Plauen hin. Zeulenroda ist eine Gründung der Weidaer Linie.

## Belege
1. ↑  Stadt Zeulenroda-Triebes: Hauptsatzung der Stadt Zeulenroda-Triebes. 2. Dezember 2019, abgerufen am 27. September 2023.